# منصور الأحمد
منصور فهد الأحمد (مواليد 1383 هـ/1963) لاعب كرة قدم سعودي سابق لعب في مركز الدفاع وإداري في نادي الهلال وحقق الكثير من الإنجازات مع النادي منها لقب بطولة الأندية الآسيوية 1991.

## الانجازات
- دوري المحترفين السعودي: 1985، 1986، 1988، 1990
- كأس خادم الحرمين الشريفين: 1982، 1984، 1989
- كأس الاتحاد: 1987، 1990
- كأس الأندية الخليجية: 1986
- بطولة الأندية الآسيوية: 1991